# ورزشگاه اتحادیه ۱
ورزشگاه اتحادیه شماره ۱ که قبلاً با نام UIC Pavilion شناخته می‌شد، یک سالن ورزشی سرپوشیده چند منظوره است که در شیکاگو، ایلینویز واقع شده‌است. این ورزشگاه در سال ۱۹۸۲ افتتاح شد.

## شرح و تاریخچه

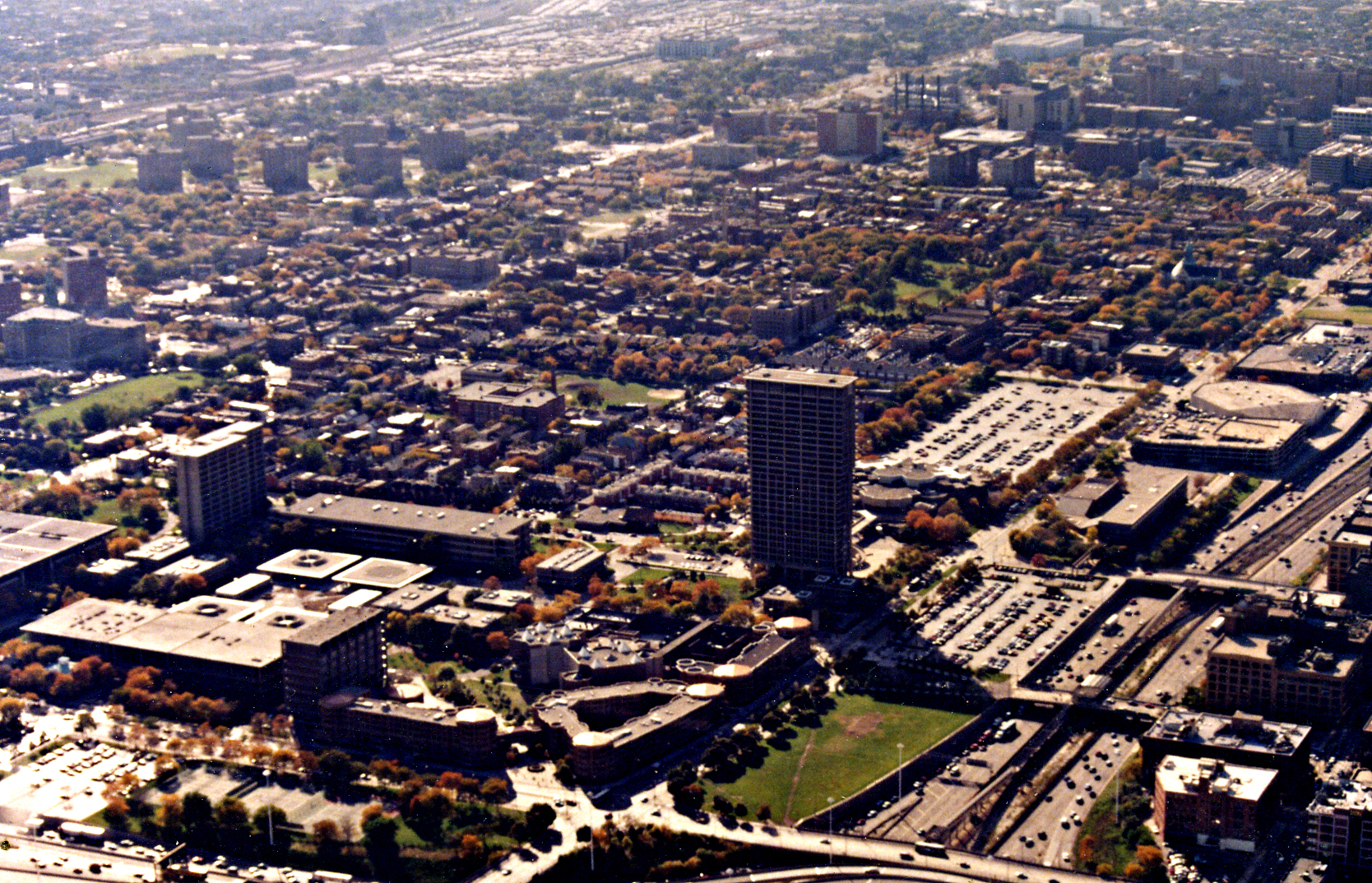
عکس هوایی از دانشگاه ایلینوی در شیکاگو در سال ۱۹۹۴

ورزشگاه اتحادیه در محوطه دانشگاه ایلینوی در شیکاگو واقع شده‌است. مجموعه در سال ۱۹۸۲ افتتاح شد. ورزشگاه UIC در سال ۲۰۰۱ بازسازی شد و برای بسیاری از فعالیت‌ها و کنسرت‌ها اجاره شده‌است. این ورزشگاه از ایستگاه مترو واقع در شمال آن و همچنین از خط اتوبوس شماره ۷ هریسون هم قابل دسترسی است. این تیم همچنین میزبان تیم هاکی روی یخ UIC بود که در مسابقات CCHA و همچنین مسابقات کنفرانس بسکتبال مردان لیگ هورایزن در سال‌های ۱۹۸۴، ۱۹۹۹ و ۲۰۰۰ شرکت کردند.
ورزشگاه اتحادیه ورزشگاه خانگی تیم بسکتبال دانشگاه ایلینوی در شیکاگو فلیمز و خانه سابق تیم شیکاگو اسکای WNBA است. در صورت استفاده به عنوان محل برگزاری کنسرت، سالن تا ۱۰۰۷۵ صندلی ظرفیت دارد، همچنین این مکان میزبان کنسرت‌های بزرگ راک است.
در سال ۲۰۱۸، UIC قرارداد ۱۵ ساله حقوق نامگذاری را با یک اتحادیه اعتباری مستقر در ایلینویز، امضا کرد و نام محل برگزاری را از UIC آرنا به ورزشگاه اتحادیه شماره ۱ تغییر داد.